# مسک-اردن
مسک-اردن (انگلیسی: MESC-Jordan) شرکت تجهیزات برق اردنی است، که در سال ۱۹۹۲ تأسیس شد.